# ソマリランドの経済
ソマリランドの経済は牧畜や農業などの一次産業に大きく依存している。2019年の国内総生産（GDP）は約20億ドルで、多くの割合に海外で働いているソマリランド人からの送金が占める。一人当たりのGDPは350米ドルで、世界で最も低い国の1つ。主要な輸出品は家畜であり、隣接するジブチとエチオピア 、さらにUAE 、 サウジアラビア 、 オマーンなどの湾岸諸国に出荷される。 
ソマリランドは、アデン湾沿いに位置し、世界の海運のほぼ3分の1が通過する主要海路のバブアルマンデブ海峡の東側に位置しており、貿易上の強みとなっている。 2016年後半、 DP Worldは、ベルベラ港の管理と改修と、港からエチオピア国境まで続く回廊の開発に約4億5000万ドルを投資すると発表し、エチオピアも一部出資を行っている。 

## 概要
通貨であるソマリランドシリングは1994年に憲法で設立された中央銀行であるソマリランド銀行によって管理されているが、ソマリランドが未承認国家であるため国外での両替は困難。 また、ソマリランド政府が領有を主張しているが、実効支配していない、アインやバダン地区などの紛争地域ではソマリアシリングが使用されており、ソマリランドシリングの使用は公式には認められていない。 
国際的に承認されていないため、海外からの援助は期待できず、政府は主に海外のソマリランド人からの税収と大規模な送金に依存している。送金は送金会社を通じてソマリランドに送られ、その中でも最大の送金会社であるダハブシールは、現代の送金規制に準拠する数少ない送金会社である。世界銀行の推定では、およそ10億米ドル相当が、 湾岸諸国、ヨーロッパ、米国で働く移民から毎年ソマリアに送金されているが、アナリストは、ダハブシールがその約3分の2を決済しており、半分がソマリランドに到達しているとの見方を示している。 

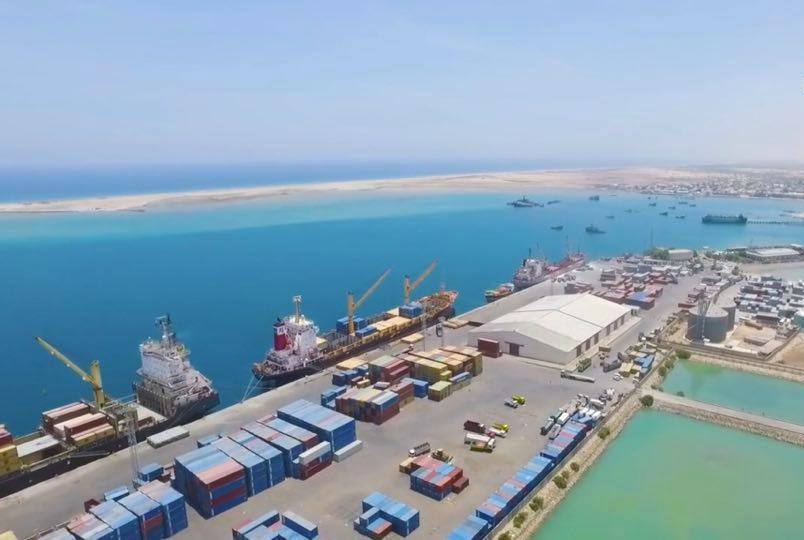
ベルベラ港 。

1990年代後半以降、政府による規制緩和や、 非政府組織 、宗教団体、国際社会（特にディアスポラ）、民間部門などからの貢献により、各種サービスの水準は大幅に改善された。 ハルゲイサの水道、ベルベラの教育、電力、警察業務などの主要な公共サービスは地方自治体によって構築されている。2009年、 ジブチを拠点とするメルルージュ銀行（BCIMR）は、 ハルゲイサに支店を開設し、1990年にソマリア商業貯蓄銀行が崩壊して以来、国内で最初の銀行となった。2014年、 Dahabshil Bank Internationalは地域で最初の商業銀行になった。また、2017年、モガディシュに拠点を置くプレミア銀行がハルゲイサに支店を開設した。 

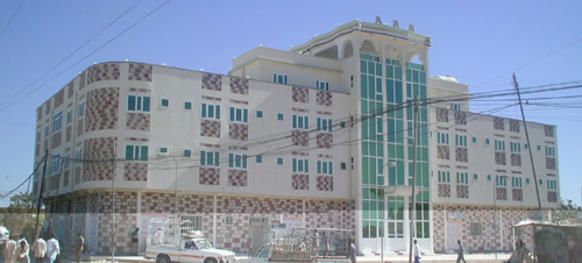
ブラオの繁華街にあるショッピングモール。

ソマリランドにはさまざまな通信会社が支店を置いている。 これらの企業の中には、ソマリランドで最大の事業者の1つであるテレソムがあり、テレソムはGSM 、 固定回線 、 インターネットアクセスなどのテレコミュニケーションサービスを地域の市場に提供することを目的として2002年に設立され、ソマリアのすべての主要都市とソマリアとソマリランドの両方に跨り、40以上の地区をカバーする広範なネットワークを有している。また、テレソムは国際通話料金を、最も安い競合他社よりもさらに0.2米ドル安い価格で提供している。ソマリランドで展開している他の通信会社には、ソムテル 、ネーションリンク・テレコムなどがある。 
家畜はソマリランドの経済の屋台骨である。 羊、ラクダ、牛はベルベラ港から出荷され、サウジアラビアなどのアラブ諸国に送られる。
農業は、特に穀物や園芸の生産において、潜在的な発展可能性が期待されている。 鉱業もポテンシャルがあり、現在は主に単純な採石しか行われていないが、各種鉱石の鉱床が存在している。

## 観光

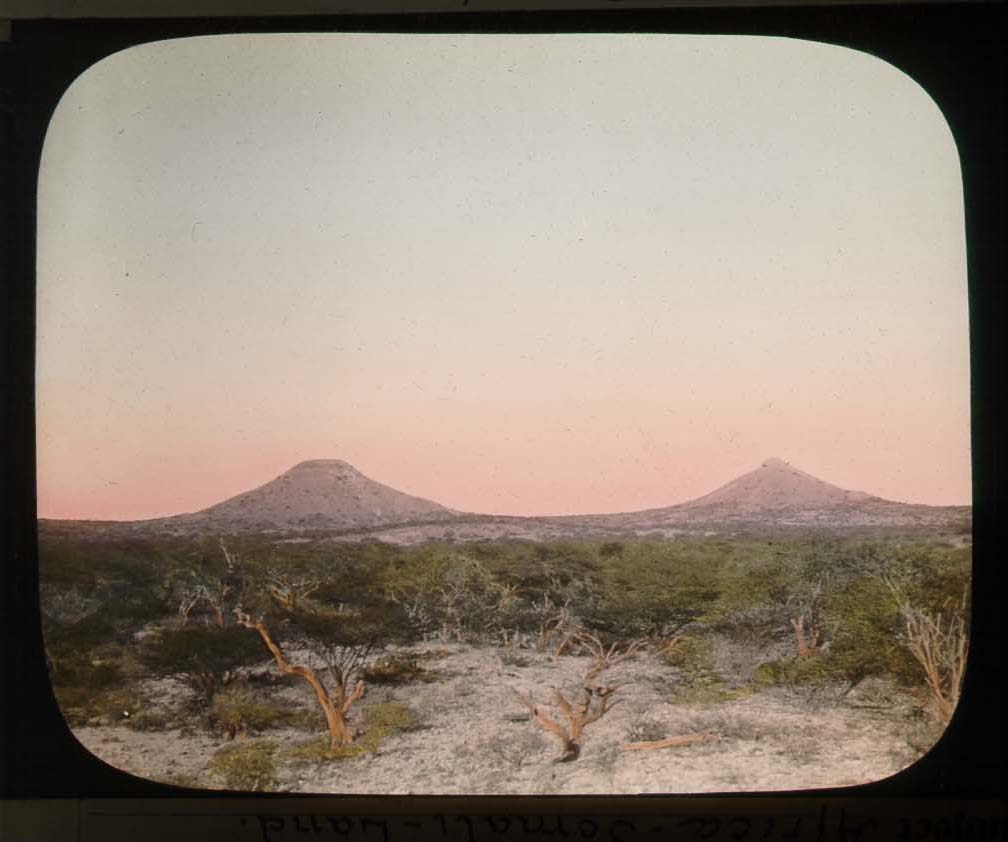
1896年のナーサハブラッド 。

ハルゲイサ郊外のラース・ゲールの合計10に及ぶ洞窟の壁画は地元で人気な観光スポットである。 2002年にフランスの考古学チームによって発見され、約5,000年前描かれたと推定されている。 政府と地元民は洞窟壁画を安全に管理しており、観光客の立ち入りは人数制限が設けられている。他の観光名所としては、ハルゲイサのフリーダムアーチや市内中心部の戦争記念碑などが挙げられる。自然の名所には、ハルゲイサの郊外にある2つの丘「Naasa Hablood」があり、雄大な自然のランドマークと見なされている。 
ソマリランド観光省は、旅行者に対して、ソマリランドの歴史的な町や都市への訪問を奨励している。 ベルベラ近郊のシークの歴史的地区には、40年以上手付かずに残っているイギリス植民地時代の建物がある。 ベルベラには、オスマン建築の建物があり、同様に有名なもう1つの歴史的な都市はかつてオスマン帝国の一部だったゼイラがあり、19世紀には主要な貿易都市だった。 この街は、古い植民地時代の建造物、沖合のマングローブやサンゴ礁、そびえ立つ断崖、ビーチが有名で、ソマリランドの遊牧民の文化も観光客を魅了している。 

## 交通

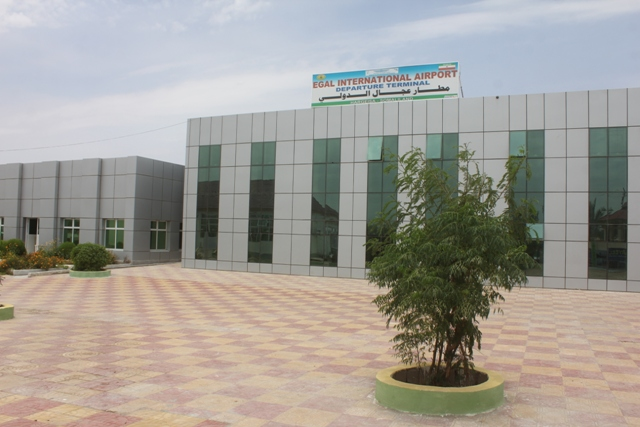
ハルゲイサ国際空港

公共交通機関として都市間バスがハルゲイサ 、 ブラオ 、 ガビリー 、 ベルベラ 、 ボラマで運行されている。 主要な町と隣接する村との間の道路輸送もあり、さまざまな種類の車両が使用されている。 他の移動手段として、 タクシー 、 四輪駆動車 、 ミニバス 、 軽自動車 （LGV）などがある。 
ソマリランドに進出している最も有名な航空会社は、 ソマリ航空が運航を停止後に発足した、ソマリアの民間航空会社であるダーロ航空で、定期便を運行している。 アフリカンエクスプレスエアウェイズとエチオピア航空もソマリランドの空港からジブチシティ 、 アディスアベバ 、 ドバイ 、 ジェッダまで運行し、ハルゲイサのエガル国際空港を経由してハッジとウムラの巡礼のためのフライトも運行されている。 ハルゲイサ国際空港以外の主要な空港にはベルベラ空港がある。 

## 港
2016年6月、ソマリランド政府は、効率化と内陸国であるエチオピアの外港としての役割を果たすことを目的に、 DPワールドにベルベラ港の管理を委託する合意を行った。

## 石油探査

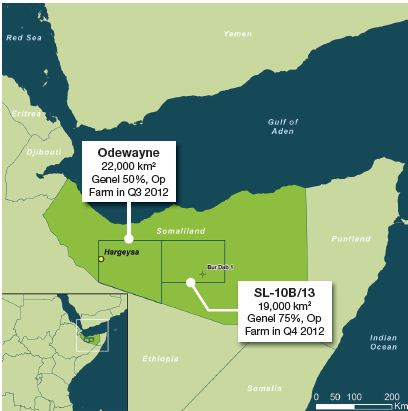
ソマリランドオイルブロック。

2012年8月、ソマリランド政府は、ジェネルエナジーに国土に存在する石油を探査するライセンスを付与した。 2015年の初めに完了した地表浸透調査の結果では、それぞれ10億バレルの推定石油埋蔵量を備えたSL-10BおよびSL-13ブロックとOodweyneブロックが確認された。Genel Energyは、2018年末までに、アイナボの北西20 kmのにあるSL-10BおよびSL-13ブロックの探査井を掘削する予定。 